# ماندیل (اوهایو)
ماندیل (به انگلیسی: Mandale) یک منطقهٔ مسکونی در ایالات متحده آمریکا است که در شهرستان پولدینگ، اوهایو واقع شده‌است.